# Claesgatan

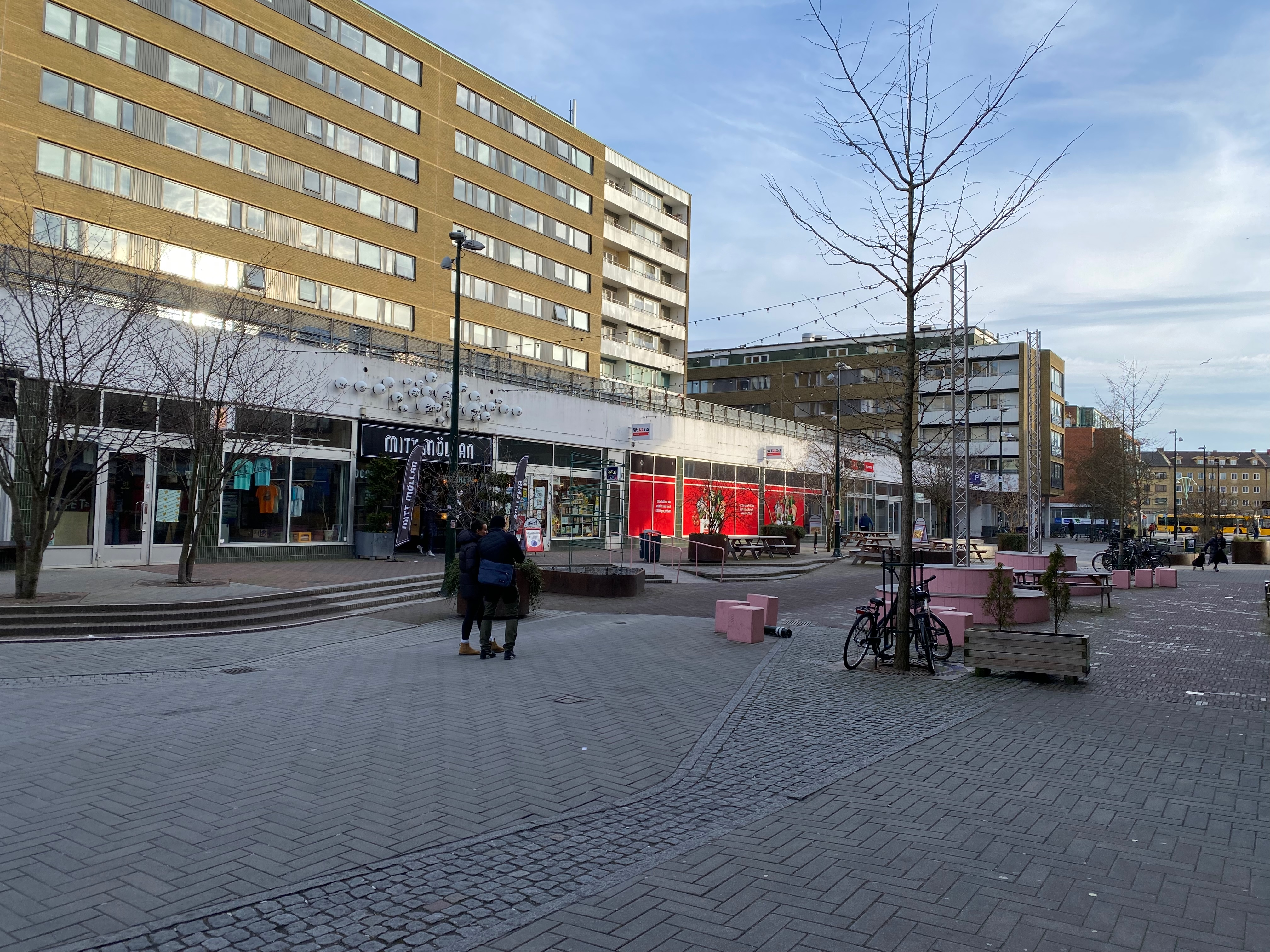
Claesgatan i Mars 2024

Claesgatan är en gata i Malmö som tidigare huvudsakligen var belägen i stadsdelen Södervärn, men genom förändring av stadsdelsindelningen 1981 är hela sträckningen belägen inom Möllevången.
Gatan finns utsatt på stadsingenjör Jöns Åbergs karta från 1882. Den förlängdes 1897 till Sofielundsvägen och kom från 1904 att sträcka sig från Spårvägsgatan till Möllevångstorget/Ystadsgatan. Den korsades tidigare av Ahlmansgatan, Fricksgatan (numera halverad), Hagagatan (numera helt försvunnen) och Sofielundsvägen. Gatan är uppkallad efter handelsbokhållaren Claes Nestor Siegbahn (1825–1896) som ägde tomter i området.